# صرخة 4
Scream 4، فيلم سلاشر أمريكي أنتج في 2011 والفيلم الرابع من سلسلة Scream. الفيلم من إخراج ويس كريفن، وكتابة كيفن ويليامسون وصرخة 2. بطولة ديفيد أركويت، نيف كامبل، كورتني كوكس، إيما روبرتس، وهايدن بانتير.
القصة تشمل عودة سيدني بريسكوت إلى وودسبرو بعد عشر سنوات في رحلة ترويجية لكتابها. وبفور عودتها، Ghostface يبدأ بقتل طلاب مدرسة وودسبرو الثانوية، بما فيهم صديقة قريبتها. سيدني، غيل ويذرز رايلي وديوي رايلي يتعاونون مرة أخرى من أجل إيقاف سلسة القتل، لكن ليس قبل أن يتعلموا «القواعد الجديدة» للنجاة من أفلام الرعب من الجيل الجديد.
في الأصل، كان من المراد أن تكون السلسلة ثلاثية، لكن بعد عشر سنوات، بوب واينشتاين اعتقد أن الوقت مناسب لفيلم آخر. وفقاً لشباك التذاكر، Scream 4 سيكون الأول من ثلاثية جديدة. ويليامسون اضطر لترك الإنتاج بسبب التزامات تعاقدية وإهرين كروجر (Scream 3) أُحضِر لإعادة كتابة. نيف كامبل، ديفيد أركويت، كورتني كوكس هم الممثلين الوحيدين من الأفلام السابقة وكانوا أول من يوقع على الفيلم في سبتمبر 2009. هايدن بانتير وروري كولكن أول من وقع من الممثلين الجدد في مايو 2010. في البداية كانت آشلي غرين قد اُختيرت لتمثل دور الشخصية الرئيسة غيل، لكن الدور ذهب في نهاية المطاف لإيما روبرتس. تم التصوير آن آربر، ميشيغان من يونيو 2010 إلى سبتمبر 2010، مع إعادة تصوير في بداية 2011.
Scream 4 صدر في 15 أبريل 2011، حقق أرباح قدرها $19.3 مليون في أول أسبوع في الولايات المتحدة وكندا، مما يجعله الأقل الأرباحاً في أول أسبوع منذ الفيلم الأول.

## قصة
في الذكرى الخامسة عشر لمجزرة وودسبرو من بيلي لوميس ستو ماكر، طلاب الثانوية جيني راندال (ايمي تيجاردن) ومارني كوبر (بريت روبرتسون) هوجما وقتلا بوحشية من Ghostface جديد.
في اليوم التالي سيدني بريسكوت (نيف كامبل) تعود إلى وودسبرو للترويج لكتابها الجديد وتصبح مشتبه به في قضية القتل، بأدلة في سيارتها المُستأجرة، وأجبرها ديوي رايلي (ديفيد أركويت) على البقاء في وودسبرو حتى حل القضية. في الوقت الذي كانت فيه في المدينة، أعادت علاقتها مع خالتها كيت روبرتس (ماري ماكدونيل) وإبنتها جيل (إيما روبرتس)، التي تتعامل مع خيانة صديقها السابق تريفور شيلدون (نيكو تورتورلا).
في الليل، الهجمات تتواصل، بقتل صديقة جيل أوليفيا موريس (مارييل جافي)، ووكيلة إعلام سيدني ريبيكا والترز (أليسون بري). في وقت لاحق، النواب أنتوني بيركنز (أنتوني أندرسن) وروس هس (أدام برودي) قتلوا، وغيل ويذرز رايلي (كورتني كوكس) أصيبت عندما كانت تتجسس على حفلة ة مراهقين، معتقدة أن القاتل سيظهر.
عندما وصل Ghostface إلى سيدني وكيت، خالتها كيت طعنت في الظهر، وخلالفي تجمع في بيت صديقة جيل كيربي ريد (هايدن بانتير)، Ghostface يهجم مرة أخرى ويقتل روبي ميرسر (إريك كنودسن) عندما تصل سيدني لتنقذ جيل وكريبي. بعد أن تجبر كريبي على الأجابة على أسئلة أفلام رعب تافهه لتنقذ حياة تشارلي ووكر (روري كولكن)، تشارلي يكشف عن نفسه بأنه القاتل ويطعنها في معدتها، ويتركها تموت. تشارلي وشريكته، تكشف قناعها جيل، يمسكون سيدني ويكشفون خطتهم لإعادة خلق مجزرة وودسبرو الأصلية، ليصبحوا «سيدني» و«راندي ميكس» الجديدين، على الترتيب. جيل تنهي على تريفور بإطلاق النار عليه في رأسه، لكن أيضاً تخون تشارلي وتقتله قبل أن تطعن سيدني، حتى تألم كما يبدو. بعدها جيل تئذي نفسها عمدناً لتظهر على أنها «الناجي الوحيد» من المجزرة الجديدة. بعد العثور عليها وأخذها للمستشفى، جيل تكتشف أن سيدني لا تزال على قيد الحياة وتقرر التخلص منها، لكن بتدخل من غيل وديوي وجودي هيكس (مارلي شيلتن)، سيدني أطلقت النار على جيل في صدرها وقتلتها.

## طاقم التمثيل
- ديفيد أركويت في دور الشريف ديوي رايلي
- نيف كامبل في دور سيدني بريسكوت
- كورتني كوكس في دور غيل ويذرز
- إيما روبرتس في دور جيل روبرتس
- هايدن بانتير في دور كيربي ريد
- أنتوني أندرسن في دور المفوض أنتوني بيركنز
- أدام برودي في دور المفوض روس هس
- روري كولكن في دور تشارلي ووكر
- ماري ماكدونيل في دور كيت روبرتس
- مارلي شيلتن في دور المفوض هيكس جودي
- أليسون بري في دور ريبيكا والترز
- مارييل جافي في دور أوليفيا موريس
- نيكو تورتورلا في دور تريفور شيلدون
- إريك كنودسن في دور روبي ميرسر
- آنا باكوين في دور راشيل
- كريستين بيل في دور كلوي
- لوسي هيل في دور شيري
- شانيا جريمز في دور ترودي
- إيمي تيجاردن في دور جيني راندال
- روجر إل جاكسون في دور Ghostface (صوت)
- بريت روبرتسون في دور مارني كوبر

## وصلات خارجية
- الموقع الرسمي
- صرخة 4 على موقع IMDb (الإنجليزية)
- صرخة 4 على موقع ميتاكريتيك (الإنجليزية)
- صرخة 4 على موقع روتن توميتوز (الإنجليزية)
- صرخة 4 على موقع نتفليكس (الإنجليزية)
- صرخة 4 على موقع قاعدة بيانات الأفلام العربية
- صرخة 4 على موقع ألو سيني (الفرنسية)
- صرخة 4 على موقع Turner Classic Movies (الإنجليزية)
- صرخة 4 على موقع أول موفي (الإنجليزية)
- صرخة 4 على موقع بوكس أوفيس موجو (الإنجليزية)
- صرخة 4 على موقع فيلمافينيتي (الإسبانية)